# História do software livre no Brasil
A história do software livre no Brasil tem suas origens na década de 90 quando o movimento software livre brasileiro começava a se formar. Durante o Governo Lula o uso do software livre foi bastante incentivado a partir de políticas de inclusão digital e com a criação do Software Público Brasileiro, um tipo específico de software livre criado para atender às necessidades da administração pública. A comunidade, nem sempre homogênea, reúne programadores, ativistas, usuários, organizações, empresas, artistas e intelectuais que defendem a cultura livre. Desde 2000 acontece em Porto Alegre o Fórum Internacional Software Livre, evento considerado um dos maiores do mundo na área por proporcionar discussões técnicas, políticas e sociais sobre o tema.

## História

### Universidades brasileiras

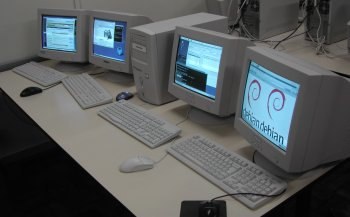
Um multiterminal com quatro estações de trabalho.

Em meados dos anos noventa o Instituto de Matemática e Estatística da Universidade de São Paulo (IME-USP) teve a iniciativa pioneira de começar paulatinamente a utilizar Linux em seu laboratório. Em 1995 o Departamento de Ciência da Computação da Universidade de São Paulo concedeu ao instituto uma sala pequena e quatro computadores que serviram como embrião para a criação de uma rede Linux. Depois de um período de experiência, a rede foi liberada para ser utilizada pelos alunos de computação em março de 1997, devido à importância para a formação dos alunos o acesso a um e-mail próprio e à World Wide Web, além do próprio contato com um sistema operacional UNIX. Em pouco tempo o projeto conquistou grande destaque e mais salas e computadores foram sendo incorporados à Rede Linux, sendo que as disciplinas do curso de computação também passaram a usar os recursos oferecidos da rede. Devido ao seu sucesso, em março de 1999 foi inaugurada uma sala para o instituto do programa Pró-Aluno, uma política de assistência estudantil criada para possibilitar o contato dos alunos com a informática. Atualmente, a Rede Linux utiliza o sistema operacional Debian e é administrada por alunos do IME e FFLCH.
Em 2005 foi inaugurado o primeiro laboratório multiterminal do país, recurso que possibilita economia com a aquisição do hardware, instalação, manutenção e luz elétrica uma vez que uma só CPU é conectada a quatro conjuntos de tela, mouse e teclado. A iniciativa foi desenvolvida pelo Departamento de Informática da Universidade Federal do Paraná através de software totalmente livre, em um esforço local de desenvolvimento em conjunto com a comunidade do sistema gráfico X.Org. A solução viabilizou o aparelhamento dos laboratórios de informática de todas as escolas públicas do Paraná.

### Fórum Internacional de Software Livre
O Fórum Internacional de Software Livre (Fisl) é um evento que reúne, desde o ano 2000, grande parte do que se convencionou chamar de “comunida-de software livre brasileira”. Surgido entre funcionários públicos de tecnologia ligados a sindicatos e movimentos de esquerda, o evento se consolidou com uma estrutura organizativa que mistura feira de negócios e exposições, congresso científico e fórum político de debates.

### Administração pública
O debate sobre o uso preferencial de softwares livres na área pública começa a surgir durante a gestão de Olívio Dutra enquanto governador do Rio Grande do Sul. Foi proposta a criação de uma coordenação estadual de governos municipais, empresas públicas e privadas, universidades e ONGs, dando origem ao Projeto Software Livre RS que em três anos cadastrou centenas de empresas e profissionais da área.
No governo federal, em 2000 foi desenvolvido um programa de Governo eletrônico, o eGov, que buscava a democratização do acesso à informação e a melhora da qualidade do acesso e serviços de informação. O Comitê Executivo do Governo Eletrônico (CEGE) tinha por objetivo formular políticas, estabelecer diretrizes, coordenar e articular as ações de implantação do eGov, este por sua vez voltado para a prestação de serviços e informações ao cidadão. Em maio de 2003, o ministro-chefe da Casa Civil José Dirceu anunciou ao comitê que o governo federal iria utilizar preferencialmente o software livre. Esta adoção seguia a lógica da gestão do presidente Luiz Inácio Lula da Silva de apostar no desenvolvimento nacional e de construir uma política tecnológica que permita introduzir o país de maneira consistente na economia global. Com isso, todos os ministérios do Brasil, que na eṕoca totalizavam 26, foram formalmente instruídos para aderirem ao software livre. Em abril de 2007 foi criado o Portal do Software Público Brasileiro (Portal SPB) com o objetivo de compartilhar os softwares livres e abertos desenvolvidos por e para o Governo Brasileiro.
O emprego do software livre como paradigma do desenvolvimento e uso das tecnologias da informação no governo teve como argumentos o fator econômico, que permite reduzir drasticamente o envio de royalties pelo pagamento de licenças de software, a segurança da informação uma vez que o código aberto permite uma auditoria completa pelos usuários, a autonomia tecnológica do país, a independência de fornecedores e o aspecto democrático da adesão ao entender que limitar o acesso à tecnologia da informação configura uma violação de direitos fundamentais, sendo ela um meio de expressão do conhecimento, de expressão cultural e de transações econômicas.
Em 2016, no entanto, o Governo Michel Temer anunciou a compra de licenças de softwares da Microsoft, cujo objetivo seria padronizar a tecnologia dos softwares utilizados pela administração pública federal, mudar o modelo de contratação para licenciamento e economizar com a compra em escala. A medida foi considerada controversa pela comunidade de desenvolvimento, gerando uma preocupação entre ativistas sobre o fim da política normativa do software livre no Brasil.